# Мартисово
Марти́сово — деревня в Торопецком районе Тверской области. Входит в состав Понизовского сельского поселения.

## История
На топографической карте Фёдора Шуберта, изданной в 1871 году обозначена деревня Мартисово. Имела 4 двора.
В списке населённых мест Псковской губернии за 1885 год значится деревня Мартесово (№12174). Входила в состав Туровской волости Торопецкого уезда. Имела 5 дворов и 37 жителей.
В 1927 году деревня вошла в состав Меденецкого сельсовета.
На карте РККА 1923—1941 годов обозначена деревня Мартисово. Имела 71 двор.

## География
Деревня расположена на железной дороге Бологое — Великие Луки в 18 км (по автодороге — 32 км) к северо-востоку от районного центра Торо́пец.
Климат
Деревня, как и весь район, относится к умеренному поясу северного полушария и находится в области переходного климата от океанического к материковому. Лето с температурным режимом +15…+20 °С (днём +20…+25 °С), зима умеренно-морозная −10…−15 °С; при вторжении арктических воздушных масс до −30…-40 °С.
Среднегодовая скорость ветра 3,5—4,2 метра в секунду.

## Этимология
Предположительно, название деревни происходит от мужского имени Мартис.

## Население
| 2010 |
| ---- |
| 44   |

В 2002 году население деревни составляло 98 человек.
Согласно результатам переписи 2002 года, в национальной структуре населения русские составляли 98 % от жителей.